# Liste der Kulturdenkmäler in Altrip
In der Liste der Kulturdenkmäler in Altrip sind alle Kulturdenkmäler der rheinland-pfälzischen Gemeinde Altrip aufgeführt. Grundlage ist die Denkmalliste des Landes Rheinland-Pfalz (Stand: 18. Juli 2022).

## Einzeldenkmäler
| Bezeichnung                           | Lage                                             | Baujahr                            | Beschreibung | Bild                           |
| ------------------------------------- | ------------------------------------------------ | ---------------------------------- | --- | ------------------------------ |
| Gaststätte „Gliggermühle“             | Ludwigstraße 7 Lage                              | 1732                               | Fachwerkhaus, teilweise massiv, 1732 | Fotos hochladen                |
| Wohnhaus                              | Ludwigstraße 9 Lage                              | zweite Hälfte des 18. Jahrhunderts | eingeschossiges Wohnhaus mit Kniestock, teilweise Fachwerk, zweite Hälfte des 18. Jahrhunderts | Fotos hochladen                |
| Protestantische Pfarrkirche           | Ludwigstraße 13 Lage                             | ab dem 13. Jahrhundert             | spätromanischer Bruchsteinturm, frühes 13. Jahrhundert; Schiff 1751–54, Architekt Johann Georg Hotter, Speyer | weitere Bilder Fotos hochladen |
| Regino-Denkmal                        | Ludwigstraße, vor Nr. 13 Lage                    | 1911                               | Regino-Denkmal, 1911 von Friedrich Kurz, Mannheim | Fotos hochladen                |
| Protestantisches Pfarrhaus            | Ludwigstraße 15 Lage                             | 1782–84                            | Walmdachbau, 1782–84; platzbildprägend | Fotos hochladen                |
| Kriegerdenkmal                        | Ludwigstraße, Ecke Ludwigsplatz Lage             | 1901                               | Kriegerdenkmal 1870/71, Marmorobelisk, Reichsadler und -apfel, Zinkguss, 1901 von W. Sommer, Schriesheim | Fotos hochladen                |
| Maxschule                             | Maxstraße 20 Lage                                | 1904                               | Schulhaus, späthistoristischer Mansardwalmdachbau, 1904, Architekt Schaich, Aufstockung 1915; straßenbildprägend                                                                                                 | Fotos hochladen                |
| Wohnhaus                              | Moltkestraße 2 Lage                              | 1925                               | barockisierender Putzbau, 1925 | Fotos hochladen                |
| Katholische Kirche St. Peter und Paul | Parkstraße 34 Lage                               | 1954/55                            | großdimensionierter Satteldachbau, Turm mit Zeltdach, 1954/55, Architekt Ludwig Ihm, Speyer; spätbarocke Holzskulptur, zweite Hälfte des 18. Jahrhunderts; Kreuzigungsgruppe, zweite Hälfte des 19. Jahrhunderts | weitere Bilder Fotos hochladen |
| Wohnhaus                              | Römerstraße 1 Lage                               | 1660                               | Fachwerkhaus, teilweise massiv, bezeichnet 1660 | weitere Bilder Fotos hochladen |
| Kriegerdenkmal und Grabmal            | Speyerer Straße, auf dem Friedhof Lage           | ab 1914                            | Kriegerdenkmal 1914/18, 1926/27 von Theobald Hauck, Maxdorf; Grablege Familie Michael Baumann († 1914), hohe Nischenarchitektur                                                                                  | BW                             |
| Wasserturm                            | Speyerer Straße, Ecke Rheingönheimer Straße Lage | 1926/27                            | fünfgeschossiger Putzbau mit glockentragender Laterne, 1926/27; ortsbildprägend | weitere Bilder Fotos hochladen |